# Sepp Herberger
Josef Herberger, detto Sepp (Mannheim, 28 marzo 1897 – Weinheim-Hohensachsen, 20 aprile 1977), è stato un calciatore e allenatore di calcio tedesco.
Come giocatore fu attivo negli anni 1920 per le associazioni sportive SV Waldhof, VfR Mannheim e Tennis Borussia Berlin e fu convocato in numerose partite di qualificazione e tre partite nella nazionale tedesca. Divenne famoso come allenatore della squadra di calcio nazionale tedesca dal 1936 al 1942 e poi dal 1950 al 1964.
Il picco della sua carriera fu la vittoria del titolo mondiale nel 1954, la cui partita finale è entrata nella storia del calcio come "Miracolo di Berna".

## Carriera
Herberger giocò tre partite nella Nazionale tedesca tra il 1921 e il 1925 prima di essere assunto come assistente del Dr. Otto Nerz (allora allenatore della Nazionale) nel 1932. Nel 1936 Herberger gli successe come allenatore della Nazionale in seguito all'inaspettata eliminazione della Germania al primo turno delle Olimpiadi del 1936. Allenò la Nazionale tedesca dal 1936 al 1964, conducendola alla vittoria del campionato del mondo 1954. Appoggiato particolarmente dalla federazione tedesca ed ascoltato consigliere dei suoi giocatori, fu un grande ammiratore ed amico di Vittorio Pozzo. Muore di polmonite a Mannheim all'età di 80 anni e viene sepolto nel cimitero Hohensachsen a Weinheim.

## La vita privata

### Gioventù
I genitori di Herberger, Josef (1856–1909) e Lina Herberger, provenivano dalle campagne fra Karlsruhe e Mannheim. Nel 1887 la famiglia si trasferì a Mannheim per mancanza di lavoro nelle campagne. Sepp era l’ultimo di 6 figli: i primi due, Maria e Johann, erano della prima moglie di Josef, che era morta poco dopo la nascita del figlio. Dal matrimonio con Lina Kretzler nacquero Anna, Ida, Berta (1888) e quasi 10 anni dopo, nel 1897, Josef (Sepp).
La famiglia di otto persone aveva a disposizione un appartamento di due stanze in un quartiere di operai della manifattura di specchi Compagnia di Saint-Gobain dove lavorava il padre. Nei primi quattro anni di scuola Sepp era fra i migliori della classe e passò nella scuola media in preparazione per il ginnasio. Quando però il capofamiglia morì (21 agosto 1909) all’età di 53 anni per conseguenza di una influenza, la famiglia perse il diritto di abitare nell’appartamento della fabbrica e si dovette trasferire. Sepp fu costretto a lasciare il ginnasio e tornare alla scuola popolare, perché la madre non poteva pagare la retta scolastica. Nel 1911 finì la scuola ed andò a lavorare per sostenere sé stesso e la madre, nel frattempo gli altri fratelli avevano tutti una propria famiglia.
Nel 1916, poco prima del suo 19º compleanno, Herberger fu richiamato a prestare il servizio militare nel Esercito imperiale tedesco; a differenza di molti coetanei non si era presentato come volontario. Dopo la formazione militare di base nel Heuberg sulle Alpi Sveve, Sepp Herberger fu assegnato al secondo Reggimento Granatieri "Kaiser Wilhelm I." Nr. 110 a Mannheim. Fu mandato al fronte in aprile 1917, ma non fu mai coinvolto in azioni di guerra, probabilmente perché aveva il ruolo di marconista. Non fu né ferito né preso prigioniero e il 4 gennaio 1919 tornò a casa.

### Maturità
Durante il periodo in cui era giocatore del Waldhof, il 30 aprile 1921 Herberger sposò Eva Müller di Weinheim, che probabilmente aveva incontrato subito dopo la guerra; "Ev" lavorava presso il Waldhof come cameriera. La luna di miele li portò in Svizzera, ma non da soli, bensì con la squadra, perché SV Waldhof doveva giocare due partite amichevoli. In precedenza Herberger aveva già posticipato il matrimonio due volte a causa di "obblighi di calcio". Il matrimonio, che rimase senza figli, durò fino alla morte di Herberger. Dopo la seconda guerra mondiale, i coniugi vissero nella loro casa di Hohensachsen vicino a Weinheim, che avevano iniziato a costruire nel 1951. Tuttavia, la signora "Ev" dovette fare il trasloco nel 1952 da sola. L'allenatore nazionale stava accompagnando la sua nazionale tedesca di calcio dilettantistico ai Giochi olimpici di Helsinki. Herberger fece ritorno in una nuova casa. Leinemann riporta anche una dichiarazione successiva di Herberger circa la felice distribuzione dei ruoli con cui hanno vissuto per decenni:
Al momento del suo ritiro, Herberger aveva 67 anni e viveva con la moglie "Ev" nella casa "Herberger" a Hohensachsen sul versante occidentale dell'Odenwald.
Dopo il ritiro si mostrava ancora volentieri in pubblico, concedeva interviste e si godeva la sua popolarità. In effetti, molti dei suoi modi di dire ("La palla è rotonda", "Il gioco dura 90 minuti" o "Dopo la partita è prima della partita") sono diventati proverbi usuali della lingua del calcio tedesco. Il 28 marzo 1977, nacque la fondazione “Sepp-Herberger-Stiftung” nella Sala dei Cavalieri del Palazzo di Mannheim in presenza del vecchio allenatore, con un capitale iniziale della DFB di un milione di marchi. È la più antica fondazione calcistica in Germania. Dopo la morte della moglie di Herberger, Eva (1989), i proventi della vendita della casa di Herberger a Weinheim e 1,4 milioni di marchi della proprietà di Herberger confluirono nel patrimonio della fondazione (come da testamento). La fondazione è impegnata nel sostenere il calcio per disabili, nella risocializzazione dei detenuti, nella promozione del calcio giovanile nelle scuole e nei club e per le attività sociali della DFB.
Sepp Herberger morì di infarto nel 1977 quattro settimane dopo il suo 80º compleanno.

## Statistiche

### Cronologia presenze in nazionale
| Cronologia completa delle presenze e delle reti in nazionale ― Germania | Cronologia completa delle presenze e delle reti in nazionale ― Germania | Cronologia completa delle presenze e delle reti in nazionale ― Germania | Cronologia completa delle presenze e delle reti in nazionale ― Germania | Cronologia completa delle presenze e delle reti in nazionale ― Germania | Cronologia completa delle presenze e delle reti in nazionale ― Germania | Cronologia completa delle presenze e delle reti in nazionale ― Germania | Cronologia completa delle presenze e delle reti in nazionale ― Germania |
| Data                                                                    | Città                                                                   | In casa                                                                 | Risultato                                                               | Ospiti                                                                  | Competizione                                                            | Reti                                                                    | Note                                                                    |
| ----------------------------------------------------------------------- | ----------------------------------------------------------------------- | ----------------------------------------------------------------------- | ----------------------------------------------------------------------- | ----------------------------------------------------------------------- | ----------------------------------------------------------------------- | ----------------------------------------------------------------------- | ----------------------------------------------------------------------- |
| 18-9-1921                                                               | Helsinki                                                                | Finlandia                                                               | 3 – 3                                                                   | Germania                                                                | Amichevole                                                              | 2                                                                       |                                                                         |
| 23-11-1924                                                              | Duisburg                                                                | Germania                                                                | 0 – 1                                                                   | Italia                                                                  | Amichevole                                                              | -                                                                       | 67’                                                                     |
| 29-3-1925                                                               | Amsterdam                                                               | Paesi Bassi                                                             | 2 – 1                                                                   | Germania                                                                | Amichevole                                                              | -                                                                       |                                                                         |
| Totale                                                                  |                                                                         | Presenze                                                                | 3                                                                       |                                                                         | Reti                                                                    | 2                                                                       |                                                                         |

### Bilancio come Allenatore della nazionale tedesca
| Incarico             | Tempo in carica dal primo all'ultimo giorno di campionato | Giorni | Partite | Vittorie | Pareggi | Sconfitte | Punti   | Gol     | DR   |
| -------------------- | --------------------------------------------------------- | ------ | ------- | -------- | ------- | --------- | ------- | ------- | ---- |
| Allenatore del Reich | 13 settembre 1936 - 22 novembre 1942                      | 2353   | 70      | 42       | 13      | 15        | 97:43   | 216:104 | +112 |
| Allenatore Federale  | 22 novembre 1950 - 7 giugno 1964                          | 4946   | 97      | 52       | 14      | 31        | 118:76  | 219:146 | +73  |
| totale               |                                                           |        | 167     | 94       | 27      | 46        | 215:119 | 435:250 | +185 |

## Importanza – Riassunto
Politici e sociologi considerano il "Miracolo di Berna" come la vera data di fondazione della Repubblica Federale Tedesca, che era stata fondata nel 1949, come contributo "allo sviluppo di un sentimento nazionale nella RFG". La vittoria dei campionati del mondo del 1954 si deve soprattutto al lavoro di Herberger, il quale aveva saputo mantenere i suoi vecchi contatti sia con i giocatori della Nazionale che con i funzionari della Associazione Calcistica Tedesca (DFB). Il suo successo come allenatore era basato da una parte nel raccogliere giocatori disciplinati e laboriosi. D'altra parte Herberger stesso era un lavoratore meticoloso e perfezionista, che non lasciava volentieri qualcosa al caso.
Dal 1º giugno 1947 all'estate 1950, lavorando come docente di calcio presso la nuova università sportiva di Colonia, dove insegnò agli studenti sportivi e tenne anche corsi per allenatori di calcio, pose le basi qualitative per il lavoro nelle associazioni di calcio della lega di Serie A dopo la Seconda Guerra Mondiale e si occupò anche della divulgazione della sua teoria dell'allenamento.
Ingrandì la sua rete di relazioni con gli allenatori in tutta la Repubblica federale; poteva contare in ogni lega regionale su allenatori che aveva formato personalmente o che perlomeno erano orgogliosi di aver frequentato i corsi della scuola di Herberger a Colonia. Il trionfo della squadra tedesca al Mondiale del 1954 in Svizzera è legato strettamente alla persona Sepp Herberger. Dopo il lungo calo di prestazioni seguito al Mondiale in Svizzera, rese competitiva a livello internazionale la squadra Nazionale tedesca con l'ingresso nella semifinale del 1958 in Svezia, confermando le sue capacità.
Ma c'era anche un secondo lato nella sua vita. Herberger subordinava tutto al suo desiderio di fare carriera, e questa carriera era possibile per lui solo nel calcio. Dal momento che sapeva sottomettersi, se necessario, e andava d'accordo con tutti, potette anche sopravvivere sotto il nazionalsocialismo. Herberger era uno che poteva sopravvivere in qualsiasi sistema politico perché poteva adattarsi per amore del calcio e del suo desiderio di carriera in quell'ambito.
Durante la fase di liberazione dal nazismo ha anche affermato: "Ho sempre vissuto per il mio sport, avevo solo in mente la mia formazione professionale e non ho mai avuto il tempo di occuparmi di politica". Cercò sempre di mantenere la sua posizione di allenatore del Reich a tutti i costi, motivo per cui era pronto per il massimo grado di conformità esterna al regime. Il tono attenuante della deposizione, "lo sguardo puntato fisso alla sua carriera personale non gli ha permesso di guardare oltre l'orizzonte del calcio", si pone però in contrasto con le caratteristiche della sua personalità come riportato da Leinemann: "Egli divenne furbo, intelligente, opportunista, velenoso, ostinato, a volte ruggiva, a volte si adattava e a volte si ritirava nel silenzio, sorrideva, era arrabbiato, parlava fino a far perdere il filo, ma non perse mai di vista i suoi obiettivi". Jürgen Bitter cita Jürgen Leinemann nel suo libro Die Meistermacher sul ruolo di Herberger durante il nazionalsocialismo: Havemann dice che Herberger "nella sua fissazione per il calcio ha ignorato il fatto che si era impegnato con il nazionalsocialismo e che ne ha tratto profitti in termini di sviluppo professionale." Sepp Herberger, dopo il trionfo ai campionati del mondo del 1954, impersonava in Svizzera il simbolo del "buon tedesco". Rappresentava uno che si subordina, non si gloria, si comporta in modo apolitico, ma lavora con ambizione e diligenza e rimane modesto dopo aver conseguito il successo. Le sue virtù e caratteristiche "servivano - per Herberger e milioni di altri tedeschi - come modelli di giustificazione per il proprio opportunismo durante lo stato nazista."

## Palmarès
- Campionato mondiale: 1

Germania Ovest: Svizzera 1954